# Washington megye (Rhode Island)
Washington megye az Amerikai Egyesült Államokban, azon belül Rhode Island államban található. Megyeszékhelye és legnagyobb városa South Kingstown. Lakosainak száma 129 839 fő (2020. április 1.). Washington megye Kent, Newport, New London, Suffolk, Northeastern Connecticut Planning Region és Southeastern Connecticut Planning Region megyékkel határos.

## Népesség
A megye népességének változása:
| Lakosok száma | 126 971 | 126 314 | 125 987 | 126 259 | 126 517 | 129 839 |
|               | 2010    | 2011    | 2012    | 2013    | 2015    | 2020    |